# Thil (Haute-Garonne)
Thil is een gemeente in het Franse departement Haute-Garonne (regio Occitanie). De plaats maakt deel uit van het arrondissement Toulouse. Thil telde op 1 januari 2022 1.121 inwoners.

## Geografie
De oppervlakte van Thil bedroeg op 1 januari 2022 23,68 vierkante kilometer; de bevolkingsdichtheid was toen 47,3 inwoners per km².

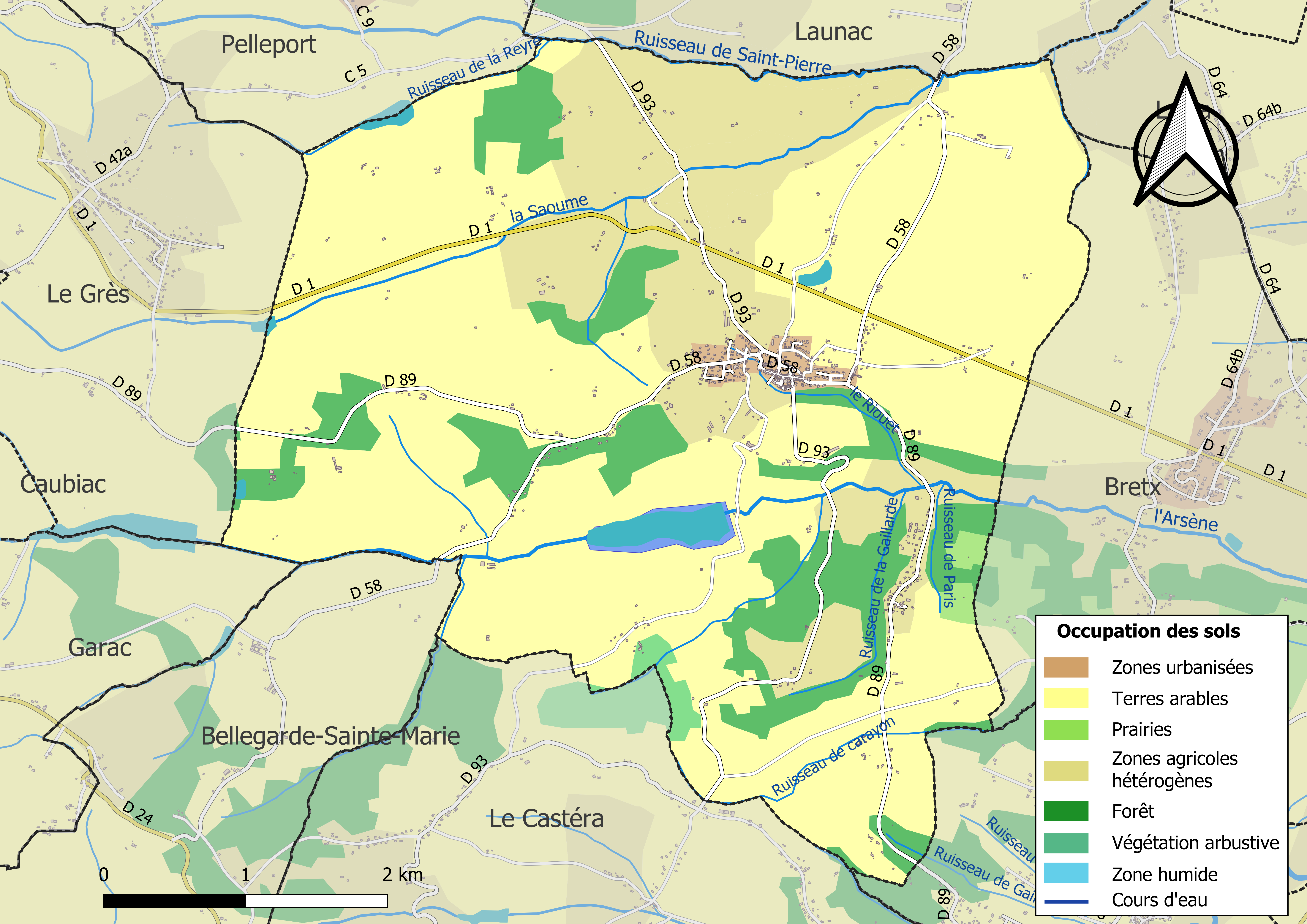
Kaart van de gemeente met belangrijkste infrastructuur, bodemgebruik en omliggende gemeenten

## Demografie
Onderstaande figuur toont het verloop van het inwonertal (bron: INSEE-tellingen).